# Casa Masaccio
Casa Masaccio è un centro sperimentale ed espositivo di arte contemporanea che si trova a San Giovanni Valdarno (Arezzo). È ospitato nella casa dove ha vissuto la gran parte della sua fanciullezza il pittore Masaccio. È di proprietà del Comune di San Giovanni Valdarno e fa parte del Sistema museale del Valdarno. Il museo Casa Masaccio è la più longeva istituzione di arte contemporanea in Toscana.

## La storia
Il progetto di Casa Masaccio nasce nel 1958 quando il comune di San Giovanni istituisce il premio Masaccio con il quale, per un decennio, ha insignito artisti italiani particolarmente attivi nell'avanguardia artistica europea. Il premio Masaccio è stato assegnato, fra gli altri, a Renzo Grazzini, Piero Guccione, Antonio Bueno, Alberto Moretti e Venturino Venturi.
Dopo che una ricerca della soprintendenza di Firenze svolta negli anni Trenta da Ugo Procacci, individuò nell'immobile di corso Italia la casa dove Masaccio ha trascorso la sua fanciullezza, il comune la acquistò e dopo averla restaurata, la inaugurò nel 1978 con l'obiettivo di destinarla a centro espositivo per l'arte contemporanea, per valorizzare anche la collezione che possedeva grazie al premio Masaccio.
Dal 1980 è un luogo dedicato alla ricerca artistica e alla sperimentazione di nuovi linguaggi, cercando di attualizzare l'impatto rivoluzionario avuto da Masaccio nel Rinascimento. Ospita mostre temporanee, personali di artisti emergenti, workshop e residenze, ma anche concerti e rassegne cinematografiche.

## I poli espositivi
Oltre a Casa Masaccio, dove vengono allestite le mostre temporanee, il centro di arte contemporanea si compone di altre due strutture, che si trovano sempre nel centro di San Giovanni Valdarno.
A Casa Giovanni Mannozzi vengono svolte le attività educative rivolte in maniera particolare agli studenti delle scuole medie ed elementari.
A Palazzo Salviati, invece, viene promosso un programma di residenze per favorire la mobilità di artisti e curatori italiani e stranieri.

## La collezione
La collezione di Casa Masaccio è stata avviata dal comune di San Giovanni Valdarno grazie al premio Masaccio, implementata in maniera particolare con il premio dell'edizione del 1968, quando parteciparono, con opere che fanno parte dell'attuale collezione, anche Alighiero Boetti, Carlo Cioni, Ugo Nespolo, Giulio Paolini, Paolo Scheggi e Gilberto Zorio. Nel corso degli anni la collezione si è arricchita anche con opere, grazie ad acquisizioni e donazioni, di Giovanni Anselmo, Mario Airò, Massimo Bartolini, Alberto Garutti, Mauro Staccioli e John Murphy.
Della collezione di Casa Masaccio fanno parte anche lavori di maestri dell'arte contemporanea italiana come Giovanni Fattori, Ottone Rosai, e Renato Guttuso.